# Flindersia brassii
Flindersia brassii là một loài thực vật có hoa trong họ Cửu lý hương. Loài này được T.G.Hartley & B.Hyland mô tả khoa học đầu tiên năm 1975.